# Roc de la Guàrdia (Montferrer i Castellbò)
El Roc de la Guàrdia és una muntanya de 1.758 metres que es troba entre els municipis de Montferrer i Castellbò i de les Valls de Valira, a la comarca de l'Alt Urgell.
Al cim podem trobar-hi un vèrtex geodèsic (referència 271077001).